# Taterillus pygargus
Taterillus pygargus is een zoogdier uit de familie van de Muridae. De wetenschappelijke naam van de soort werd voor het eerst geldig gepubliceerd door F. Cuvier in 1838.